# 下高井郡
下高井郡（日语：／ Shimotakai gun */?）是長野縣的郡，為北信地方的北信地域。根據2023年10月1日推計人口調查，郡內人口數有17,918人，面積423.18平方公里、人口密度42.3人/km²。現轄有以下1町2村。
- 山之內町
- 木島平村
- 野澤溫泉村

## 區域
1879年（明治12年）下高井郡作為行政區劃成立的當時，其範圍包括上述的1個町和2個村，以及以下的地區。
- 中野市的大部分地區（大致在千曲川以東。包括過去的中野町、日野村、延徳村、平野村、長丘村、平岡村、高丘村、科野村、倭村。市區中除了舊豊田村以外的整個地區）
- 飯山市的部分地區（同上。包括過去的木島村、瑞穗村）
- 下水内郡榮村的大部分地區（同上。包括過去的堺村）

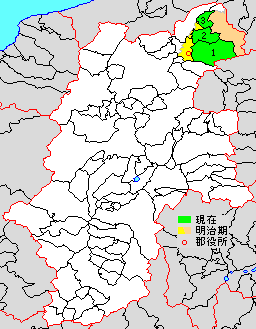
長野縣下高井郡的範圍包括以下地區（1. 山之內町 2. 木島平村 3. 野澤溫泉村，淺黃色部分表示後來被編入其他郡的區域）。

1. ↑  . 長野県 NAGANO Prefecture.   [2023-11-21]. （原始内容存档于2024-02-04） （日语）.